# Genes, Chromosomes & Cancer
Genes, Chromosomes & Cancer, abgekürzt Gene Chromosomes Cancer, ist eine wissenschaftliche Fachzeitschrift, die vom Wiley-Blackwell-Verlag veröffentlicht wird. Die Zeitschrift erscheint derzeit mit zwölf Ausgaben im Jahr. Es werden Arbeiten veröffentlicht, die sich mit genetischen Analysen im Zusammenhang mit malignen Erkrankungen beschäftigen.
Der Impact Factor lag im Jahr 2015 bei 3,96. Nach der Statistik des ISI Web of Knowledge wird das Journal mit diesem Impact Factor in der Kategorie Genetik & Vererbung an 39. Stelle von 167 Zeitschriften und in der Kategorie Onkologie an 58. Stelle von 213 Zeitschriften geführt.